# Championnat du Luxembourg de football 1916-1917
Navigation
Saison précédente Saison suivante
La saison 1916-1917 du Championnat du Luxembourg de football était la 7e édition du championnat de première division au Luxembourg. Six clubs sont regroupés au sein d'une poule unique où ils se rencontrent deux fois, à domicile et à l'extérieur. EN fin de saison, le dernier du classement est relégué et remplacé par le meilleur club de Promotion d'Honneur, la deuxième division luxembourgeoise.
C'est le club de l'US Hollerich, quadruple tenant du titre, qui remporte à nouveau le titre en terminant en tête du classement final après avoir remporté tous ses matchs cette saison. Le champion finit avec 8 points d'avance sur le Fola Esch et 12 sur le duo composé du Racing Club Luxembourg et du Sporting Club Luxembourg. C'est le 5e titre de champion du Luxembourg de l'histoire du club en seulement 7 éditions du championnat.

## Les 6 clubs participants
| - Sporting Club Luxembourg - Racing Club Luxembourg - US Hollerich - Jeunesse d'Esch - Fola Esch - Young Boys Diekirch - Promu de Promotion d'Honneur |

## Compétition

### Classement
Le barème utilisé pour établir le classement est le suivant :
- Victoire : 2 points
- Match nul : 1 point
- Défaite, forfait ou abandon : 0 point

| Rang | Équipe                   | Pts | J  | G  | N | P | Bp | Bc | Diff |  | Résultats (▼ dom., ► ext.) | Hol | Fol | Rac | Spo | Die | Jeu |
| ---- | ------------------------ | --- | -- | -- | - | - | -- | -- | ---- |  | -------------------------- | --- | --- | --- | --- | --- | --- |
| 1    | US Hollerich (T)         | 20  | 10 | 10 | 0 | 0 | 33 | 10 | +23  |  | US Hollerich (T)           |     | 2-1 | 3-1 | 3-1 | 4-1 | 6-2 |
| 2    | Fola Esch                | 12  | 10 | 6  | 0 | 4 | 23 | 16 | +7   |  | Fola Esch                  | 0-3 |     | 3-2 | 4-5 | 4-0 | -   |
| 3    | Racing Club Luxembourg   | 8   | 10 | 3  | 2 | 5 | 20 | 23 | -3   |  | Racing Club Luxembourg     | 1-2 | 0-1 |     | 2-2 | 2-0 | 3-1 |
| 4    | Sporting Club Luxembourg | 8   | 10 | 3  | 2 | 5 | 24 | 29 | -5   |  | Sporting Club Luxembourg   | 1-4 | 0-5 | 4-6 |     | 7-0 | 3-2 |
| 5    | Young Boys Diekirch (P)  | 6   | 10 | 2  | 2 | 6 | 14 | 28 | -14  |  | Young Boys Diekirch (P)    | 2-5 | 0-3 | 2-2 | 0-0 |     | 6-0 |
| 6    | Jeunesse d'Esch          | 4   | 10 | 2  | 0 | 8 | 18 | 26 | -8   |  | Jeunesse d'Esch            | 0-1 | 1-2 | 5-1 | 3-1 | 1-3 |     |

- Le match Fola Esch-Jeunesse d'Esch n'a pas pu être disputé, les deux équipes ayant déclaré forfait. Le match est donné perdant aux deux formations.

## Bilan de la saison
| Championnat du Luxembourg de football 1916-1917 |                         |
| Champion                                        | US Hollerich (5e titre) |
| Promotions et relégations                       |                         |
| Promus en Première Division                     | CS Pétange              |
| Relégués en Division d'Honneur                  | Jeunesse d'Esch         |